# Palmarès et distinctions de la Juventus Football Club

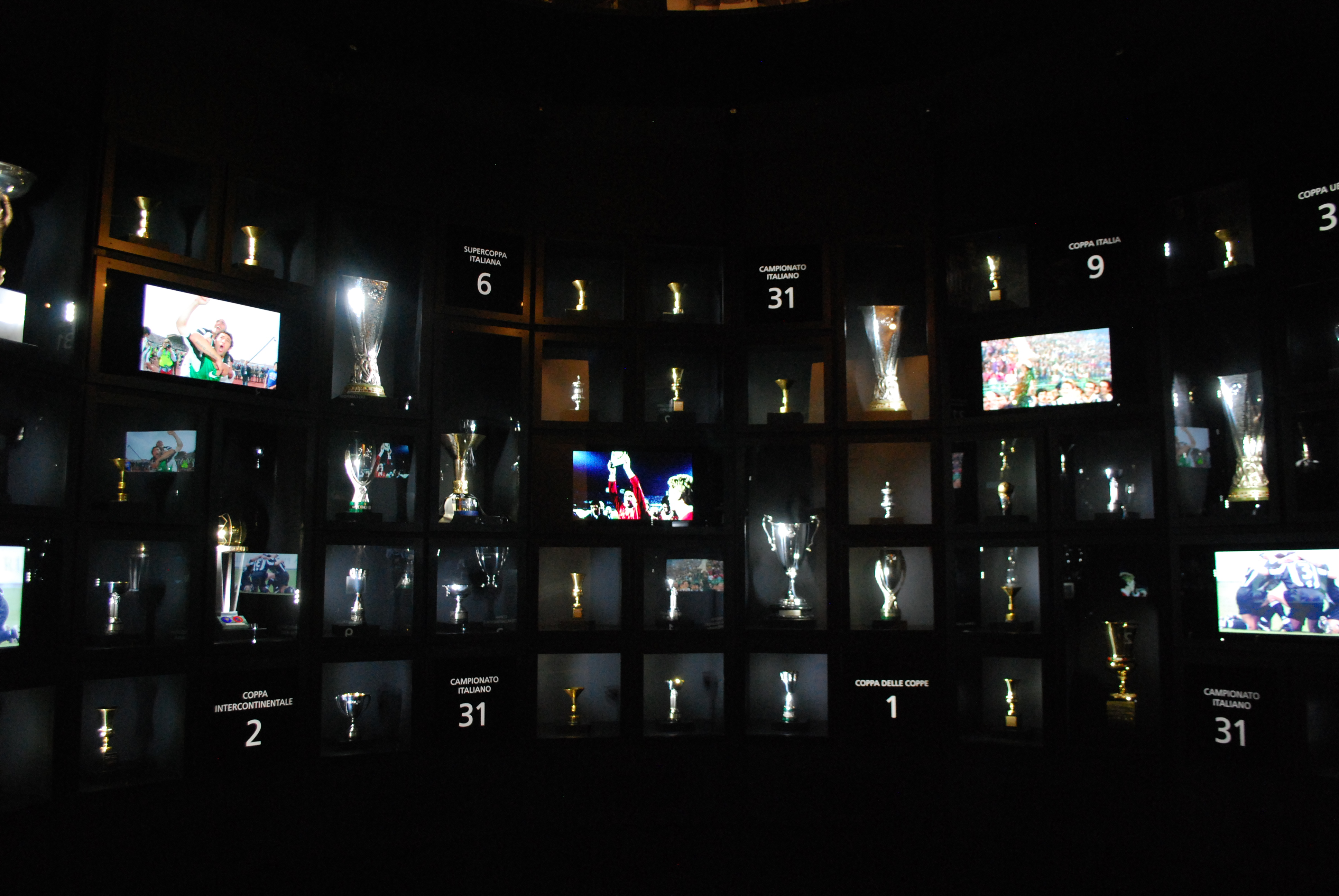
La salle des trophées du club (1897-2013) au J-Museum.

Le palmarès de la Juventus Football Club, club de football italien actions basé à Turin, est l'un des plus impressionnants du monde, être parmi les dix équipes les plus prestigieuses et titrées du football mondial. Vainqueur des nombreux trophées au niveau national et international au niveau professionnel et de la jeunesse, le premier titre gagnant dans l'histoire du club a été la Coupe du ministère de l'Instruction publique en 1900, alors atteint sous le nom de Foot-Ball Club Juventus. La conquête de son premier titre national en 1905 avec la victoire va dans le VIIIe championnat fédéral et de la Coupe d'Italie a été remporté par la Juventus pour la première fois en 1938. Le premier trophée international remporté par la Juventus est la Coupe des Alpes en 1963, alors qu'il a remporté son premier titre en compétition interclubs de l'UEFA en 1977.
Les premiers trophées remportés par les divisions mineures ont aigle eu lieu à deux manifestations internationales : le Tournoi de Viareggio et le Tournoi de San Remo U-19, ont tous deux remporté en 1961,.
La Juventus a reçu au fil des ans un nombre important de décorations, prix et honneurs en vertu de ses mérites sportives. Elle est désignée par la l'International Federation of Football History & Statistics, une organisation reconnue par la FIFA, comme le meilleur club italien et le deuxième sur le plan européen du XXe siècle.

## Première équipe
La Juventus FC est le club le plus titré d'Italie et l'un des clubs les plus titrés au monde,. Vainqueur de son premier titre officiel en 1905, le club détient le record du nombre de championnats remportés (36) et le record du plus grand nombre de championnats remportés d'affilée (neuf entre 2011 et 2020). Le club détient le record du nombre de victoires en Coupe d'Italie, avec 13 titres, et a été le premier club dans l'histoire de la compétition à remporter deux éditions consécutives (1959 et 1960). La Juventus compte également huit Supercoupes d'Italie, soit un total de 57 trophées nationaux (record italien).
Au niveau international, les bianconeri ont remporté 11 trophées depuis leur premier titre international en 1977 (Coupe UEFA, premier club italien et d'Europe du Sud à gagner cette compétition). La Juventus a été le premier – et reste l'unique – club au monde à avoir remporté toutes les compétitions continentales et internationales, et devient en 1985 la première équipe dans l'histoire du football européen à remporter les trois compétitions majeures organisées par l'Union des associations européennes de football, recevant ainsi la Plaque UEFA,.
La Juventus est le deuxième club italien (derrière Milan), et le quatrième club européen, ayant remporté le plus de succès dans les compétitions de l'UEFA, ainsi que la septième équipe au monde avec plus de titres internationaux remportés.
La Juventus fut le premier club italien à avoir réalisé deux fois le doublé coupe-championnat lors de la même saison, en le saisons 1959–60 et 1994–95 et est l'un des trois seuls clubs italiens à avoir fait à deux occasions un doublé championnat-coupe continental avec succès dans la ligue et la Coupe UEFA et le championnat national et la Coupe des vainqueurs de coupe, respectivement dans la saison 1976–77 et 1983–84.
Depuis sa fondation, les années 1910 est la seul décennie durant laquelle le club turinois n'a pas remporté de trophée officiel, le seul cas dans le pays. Les années 2010 est la décennie durant laquelle la Juventus a remporté le plus grand nombre de trophées (16) tous nationaux.

### Compétitions officielles

#### National
- Championnat d'Italie : 36 (record)
  - Champion : 1905, 1925/26, 1930/31, 1931/32, 1932/33, 1933/34, 1934/35, 1949/50, 1951/52, 1957/58, 1959/60, 1960/61, 1966/67, 1971/72, 1972/73, 1974/75, 1976/77, 1977/78, 1980/81, 1981/82, 1983/84, 1985/86, 1994/95, 1996/97, 1997/98, 2001/02, 2002/03, 2004/05 (révoqué), 2005/06 (révoqué), 2011/12, 2012/13, 2013/14, 2014/15, 2015/16, 2016/17, 2017/18, 2018/19 et 2019/20
  - Vice-champion : 1903, 1904, 1906, 1937/38, 1945/46, 1946/47, 1952/53, 1953/54, 1962/63, 1973/74, 1975/76, 1979/80, 1982/83, 1986/87, 1991/92, 1993/94, 1995/96, 1999/2000, 2000/01 et 2008/09

- Coupe d'Italie : 14 (record)
  - Vainqueur : 1937/38, 1941/42, 1958/59, 1959/60, 1964/65, 1978/79, 1982/83, 1989/90, 1994/95, 2014/15, 2015/16, 2016/17, 2017/18 et 2023/24
  - Finaliste : 1972/73, 1991/92, 2001/02, 2003/04 et 2019/20.

- Supercoupe d'Italie : 9 (record)
  - Vainqueur : 1995, 1997, 2002, 2003, 2012, 2013, 2015, 2018 et 2020.
  - Finaliste : 1990, 1998, 2005, 2014, 2016, 2017, 2019 et 2021.

#### International
- Coupe intercontinentale : 2
  - Vainqueur : 1985 et 1996.
  - Finaliste : 1973.

- Ligue des champions (C1) : 2
  - Vainqueur : 1985 et 1996.
  - Finaliste : 1973, 1983, 1997, 1998, 2003, 2015 et 2017.

- Coupes des coupes (C2) : 1
  - Vainqueur : 1983/84.

- Coupe de l'UEFA (C3) : 3
  - Vainqueur : 1976/77, 1989/90 et 1992/93.
  - Finaliste : 1994/95.

- Coupe Intertoto de l'UEFA : 1
  - Vainqueur : 1999.

- Supercoupe de l'UEFA : 2
  - Vainqueur : 1984 et 1996.

### Autres trophées
- Serie B : 1
  - Champion : 2006/07.

- Coupe du Ministère de l'Instruction publique : 3
  - Vainqueur : 1900, 1901 et 1902.

- Médaille de la ville de Turin : 1
  - Vainqueur : 1901.

- Coupe de la ville de Turin : 2
  - Vainqueur : 1902 et 1903.

- Tournoi de Trino Vercellese : 1
  - Vainqueur : 1903.

- Coupe Luigi Bozino : 2
  - Vainqueur : 1905 et 1906.

- Coupe Luserna San Giovanni : 1
  - Vainqueur : 1907.

- Boule d'argent Henri Dapples : 2
  - Vainqueur : novembre et décembre 1908 (2 fois).

- Championnat fédéral d'Italie F.I.F. : 2[15]
  - Vainqueur : 1908 et 1909.

- Coupe Biella : 1
  - Vainqueur : 1909.

- Tournoi FIAT : 1
  - Vainqueur : 1945.

- Coupe Pio Marchi : 1
  - Vainqueur : 1945.

- Coupe des Alpes : 1
  - Vainqueur : 1963.

- Coupe universitaire : 1
  - Vainqueur : 1904.

- Tournoi de Pentecôte de l’US Suisse Paris : 1
  - Vainqueur : 1923.

- Coupe de l'Amitié italo-française : 1
  - Vainqueur : 1959 et 1960.

- Coupe de l'Amitié italo-espagnole : 1
  - Vainqueur : 1965.

- Coupe italo-tunisienne : 1
  - Vainqueur : 1987.
- Coupe du centenaire : 1
  - Vainqueur : 1997.

### Compétitions amicales
- International Champions Cup
  - Vainqueur : 2016 (Australie)

- Coupe Barattia : 1
  - Vainqueur : 1932.

- Trophée Banque populaire de Novare : 1
  - Vainqueur : 1994.

- Mémorial Giorgio Calleri : 1
  - Vainqueur : 1994.

- Trophée Andrea Fortunato : 1
  - Vainqueur : 1995.

- Triangle de Saint-Vincent : 1
  - Vainqueur : 1995.

- Triangle de Salerne : 1
  - Vainqueur : 1995.

- Trofeo Birra Moretti : 6
  - Vainqueur : 1997, 2000, 2003, 2004, 2006 et 2008.
  - Finaliste : 1998, 2002, 2005 et 2007.

- Trofeo Valle D'Aosta : 3
  - Vainqueur : 2001, 2002 et 2003.

- Trofeo RAI : 1
  - Vainqueur : 2007.

- Trofeo TIM : 1
  - Vainqueur : 2009.

- Coupe Super Clubs : 1[16]
  - Vainqueur : 1983

- Tournoi Nicola Ceravalo : 1
  - Vainqueur : 1991.

- Trofeo Luigi Berlusconi : 9
  - Vainqueur : 1991, 1995, 1998, 1999, 2000, 2001, 2003, 2004 et 2010.

- Mémorial Pier Cesare Baretti : 2
  - Vainqueur : 1992 et 1993.

- Mémorial Valenti : 2
  - Vainqueur : 1992 et 1993.

- Coupe Sivori : 1
  - Vainqueur : 1994.

- Tournoi Mistru : 1
  - Vainqueur : 1997.

- Trophée de la République de Malte : 1
  - Vainqueur : 1998.

- Trophée de la République de Saint-Marin : 3
  - Vainqueur : 1998, 2001 et 2002.

- Trophée Joan Gamper : 1
  - Vainqueur : 2005.

- Coupe SKYLINE Performance.Art : 1
  - Vainqueur : 2005.

- Kjeld Rasmussen : 1
  - Vainqueur : 2008.

## Deuxième équipe

### Équipe réserve
- Championnat Seconde Catégorie : 1
  - Champion : 1905.

- Championnat De Martino : 1
  - Champion : 1959/60.

### Équipe Under 23
- Coupe d'Italie de Serie C : 1
  - Champion : 2019/20.

## Distinctions, prix et honneurs au club

### Décorations
Le club a reçu les décorations suivants :
- En 1958; 1982 et 2014, le club reçu l'Étoile d'or du mérite sportif par la Fédération italienne de football[17].
- Décerné comme équipe italienne de l'année par l'Associazione Italiana Calciatori (AIC) en 1997; 1998; 2012; 2013; 2014; 2015; 2016 et 2017[18].
- Décerné comme équipe sportive italienne de l'année par le quotidien La Gazzetta dello Sport en 1985; 1996 et 2013[19],[20].
- Décerné comme équipe sportive piémontais de l'année par le Unione Stampa Sportiva Italiana (USSI) en 2012[21] et 2013[22].

### Prix
Le club a reçu les prix suivants :
- Désigné meilleur club italien et septième au monde du XXe siècle par la Fédération internationale de football association (FIFA) en 23 décembre 2000[23].
- Désigné meilleur club italien et deuxième européenne du XXe siècle par l'International Federation of Football History & Statistics (IFFHS) en 10 septembre 2009[5].
- Désigné meilleur club italien en l'All-Time Club World Ranking de l'International Federation of Football History & Statistics en trois périodes depuis l'introduction du classement en 2007[24].
- Décerné comme équipe mondiale de l'année par l'International Federation of Football History & Statistics en 1993 et 1996[25].
- Décerné comme équipe mondiale du mois par l'International Federation of Football History & Statistics en janvier 2004, septembre 2005, janvier 2012 et décembre 2012[26].
- Décerné comme équipe sportive mondiale de l'année par l'Association internationale de la presse sportive (AIPS) en 1985 et 1986[27].
- Décerné comme équipe sportive mondiale de l'année par le quotidien italien La Gazzetta dello Sport en 1985[19].
- Décerné comme équipe européenne de l'année par le magazine français France Football en 1977[28].
- Classé en première place dans le classement de l'UEFA en sept périodes depuis son introduction en 1979[29].
- Classé en première place dans le classement des meilleurs clubs du monde de l'International Federation of Football History & Statistics à 16 occasions depuis son introduction en 1991[30].

### Honneurs
Comme l'un des clubs les plus titrés dans le pays et le monde, la Juventus Football Club a reçu au cours de son histoire d'importants honneurs nationaux et internationaux, parmi eux :
- Étoile d'Or du mérite sportif : 1966

reçu par le Comité national olympique italien (CONI) le 22 juin 1967.
- Col d'Or du mérite sportif : 2001

reçu par le Comité national olympique italien le 10 novembre 2004,,.
- Plaque UEFA : 1988

reçu par l'Union des associations européennes de football pour avoir remporté les trois compétitions majeures de l'UEFA (record européenne) le 12 juillet 1988 à Genève (Suisse).